# Kaonashi
Kaonashi – pierwszy singel Darii Zawiałow wydany w styczniu 2021 zapowiadający trzeci album Wojny i noce.

## Odbiór komercyjny
Piosenka dotarła do 4. miejsca na liście AirPlay, najczęściej odtwarzanych utworów w polskich stacjach radiowych.

## Twórcy
- słowa: Daria Zawiałow
- muzyka: Daria Zawiałow, Michał Kush, Piotrek "Rubens" Rubik
- produkcja, miks i mastering: Michał Kush, Piotrek Witkowski
- gitary: Piotrek "Rubens" Rubik

## Notowania

### Listy airplay
| Autor                           | Notowanie         | Najwyższa pozycja |
| ------------------------------- | ----------------- | ----------------- |
| Związek Producentów Audio-Video | AirPlay – Top     | 4                 |
| Związek Producentów Audio-Video | AirPlay – Nowości | 2                 |

### Listy przebojów
| Autor          | Notowanie (2021)            | Najwyższa pozycja |
| -------------- | --------------------------- | ----------------- |
| RMF FM         | POPlista                    | 1                 |
| Radio ZET      | Lista przebojów Radia ZET   | 2                 |
| Radio Wawa     | Lista Przebojów Top 13      | 1                 |
| Radio PiK      | Lista przebojów             | 1                 |
| Radio Szczecin | Szczecińska lista przebojów | 4                 |

## Certyfikaty
| Państwo       | Certyfikat      | Sprzedaż |
| ------------- | --------------- | -------- |
| Polska (ZPAV) | platynowa płyta | 50 000+  |